# The Hand of the Artist
The Hand of the Artist je britský němý film z roku 1906. Režisérem je Walter R. Booth (1869–1938). Film trvá zhruba 2 minuty.
Film je považován za první britský animovaný film.

## Děj
Film zachycuje umělcovu ruku, jak nakreslí fotografický obraz mladého muže a ženy. Obraz znenadání ožije a mladý pár zatančí cakewalk.